# Naldo
Ronaldo Aparecido Rodrigues (Londrina, 10 september 1982) – alias Naldo – is een Braziliaans voormalig profvoetballer die doorgaans als centrale verdediger speelde. Hij sloot in september 2020 aan bij de technische staf van FC Schalke 04 als assistent-trainer. Naldo debuteerde in 2007 in het Braziliaans voetbalelftal.

## Carrière

### Werder Bremen
In de zomer van 2005 tekende Naldo een contract bij Werder Bremen. Hij kwam over van EC Juventude en moest bij Werder Valérien Ismaël vervangen, die naar Bayern München vertrok. Naldo speelde in zijn eerste seizoen in Duitsland op twee na alle wedstrijden in de Bundesliga en zeven van de acht UEFA Cup-wedstrijden van de club. Op 9 december 2006 scoorde hij een hattrick tegen Eintracht Frankfurt.

### Wolfsburg
In juli 2012 maakte Naldo de overstap naar VfL Wolfsburg waar hij een vaste waarde werd in het basiselftal. Met de club won hij in het seizoen 2014/15 de DFB-Pokal. Op 19 september 2015 speelde Naldo zijn honderdste competitiewedstrijd in dienst van Wolfsburg, een 2–0 thuisoverwinning op Hertha BSC. Na afloop van het seizoen 2015/16 vertrok hij transfervrij naar Schalke 04. Naldo speelde in totaal 125 competitieduels voor Wolfsburg..

### Schalke
Naldo's overstap naar Schalke 04 werd aangekondigd op 15 mei 2016. Op 25 november 2017, tijdens zijn tweede seizoen in Gelsenkirchen, maakte Naldo in de laatste minuut de 4-4 tegen grote rivaal Borussia Dortmund, dat aan de rust nog met 4-0 voorstond. Ook in de tweede competitiewedstrijd tegen Dortmund, op 15 april 2018, scoorde hij, ditmaal met een vrije trap. Schalke eindigde dat seizoen tweedes in de Bundesliga, 21 punten achter Bayern München.

### AS Monaco
In januari 2019 werd bekend dat Naldo zou verhuizen naar AS Monaco. Op zijn debuut voor de club, een 1-5-nederlaag tegen Strasbourg, pakte hij een rode kaart. Twee wedstrijden later, toen Monaco met 2-0 verloor van Dijon, werd Naldo opnieuw van het veld gestuurd. Hij kwam in totaal tot 7 competitiewedstrijden en in januari 2020 liet de Braziliaan zijn contract voortijdig ontbinden wegens een gebrek aan speeltijd.

## Clubstatistieken
| Seizoen | Club          | Competitie | Duels | Doelp. |
| ------- | ------------- | ---------- | ----- | ------ |
| 2005/06 | Werder Bremen | Bundesliga | 32    | 2      |
| 2006/07 | Werder Bremen | Bundesliga | 32    | 6      |
| 2007/08 | Werder Bremen | Bundesliga | 32    | 3      |
| 2008/09 | Werder Bremen | Bundesliga | 28    | 3      |
| 2009/10 | Werder Bremen | Bundesliga | 31    | 5      |
| 2010/11 | Werder Bremen | Bundesliga | 0     | 0      |
| 2011/12 | Werder Bremen | Bundesliga | 18    | 3      |
| 2012/13 | VfL Wolfsburg | Bundesliga | 31    | 6      |
| 2013/14 | VfL Wolfsburg | Bundesliga | 33    | 3      |
| 2014/15 | VfL Wolfsburg | Bundesliga | 32    | 7      |
| 2015/16 | VfL Wolfsburg | Bundesliga | 29    | 0      |
| 2016/17 | Schalke 04    | Bundesliga | 19    | 1      |
| 2017/18 | Schalke 04    | Bundesliga | 34    | 7      |
| 2018/19 | Schalke 04    | Bundesliga | 7     | 0      |
| 2018/19 | AS Monaco     | Ligue 1    | 7     | 0      |
| 2019/20 | AS Monaco     | Ligue 1    | 0     | 0      |
| Totaal  | Totaal        | Totaal     | 365   | 46     |

## Erelijst
| Competitie      |               |               |               |               |
| Competitie      | Aantal        | Jaren         |               |               |
| Werder Bremen   | Werder Bremen | Werder Bremen | Werder Bremen | Werder Bremen |
| --------------- | ------------- | ------------- | ------------- | ------------- |
| DFB-Pokal       | 1x            | 2008/09       |               |               |
| Duitse supercup | 1x            | 2009          |               |               |
| Ligapokal       | 1x            | 2006          |               |               |
| VfL Wolfsburg   |               |               |               |               |
| DFB Pokal       | 1x            | 2014/15       |               |               |
| DFL-Supercup    | 1x            | 2015          |               |               |
| Brazilië        |               |               |               |               |
| Copa América    | 1x            | 2007          |               |               |

1 Helton ·
2 Maicon ·
3 Alex ·
4 Juan ·
5 Mineiro ·
6 Gilberto Melo ·
7 Elano ·
8 Gilberto Silva  ·
9 Vágner Love ·
10 Diego ·
11 Robinho ·
12 Doni ·
13 Dani Alves ·
14 Alex Silva ·
15 Naldo ·
16 Kléber ·
17 Josué ·
18 Fernando Menegazzo ·
19 Júlio Baptista ·
20 Anderson ·
21 Afonso Alves ·
22 Fred ·
Coach: Dunga